# Frøsamlerne
Frøsamlerne er en forening hvis medlemmer indsamler, afprøver, og udveksler frø og planter af gamle eller sjældne sorter, for at bevare den genetiske og kulturelle arv inden for havebrug. Medlemmernes haver udgør en decentral frøbank. Foreningen samarbejder med Nordisk Genbank for at sikre langtidsbevaring af gamle og truede urter.
Foreningen har særlig opmærksomhed på disse områder:
- danske og nordiske dyrkede planter med en personlig eller egnsbestemt baggrund
- sorter, der der ikke længere er i handelen
- "glemte" køkkenurter og stueplanter, dvs. planter, der er gået af mode
- privat importerede sorter, som ofte kun er kendt af indvandrere, specielt fra baltiske lande, på Balkanlandene og Mellemøsten

På den måde supplerer foreningens arbejde den indsats, som foregår hos de professionelle genbanker med videnskabeligt uddannet personale.

## Ekstern henvisning
- Foreningen Frøsamlerne Arkiveret 5. februar 2007 hos  Wayback Machine